# Rosalind Franklin
Rosalind Elsie Franklin, angleška biofizičarka, * 25. julij 1920, Notting Hill, London, Anglija, † 16. april 1958, Chelsea, London, Anglija.
Rosalind Franklin je kot strokovnjakinja na področju rentgenske kristalografije ključno prispevala k razumevanju fine molekulske zgradbe DNK, RNK, virusov, premoga in grafita. Njeno delo o DNK je postalo zelo znano, ker je DNK pomembna pri celičnem metabolizmu in genetiki; odkritje njene zgradbe pa je njenim sodelavcem pomagalo razumeti kako se genetske informacije prenašajo od staršev k otrokom.
Najbolj je znana po svojem delu s slikami z rentgenskim uklonom DNK, kar je vodilo do odkritja dvojnovijačne zgradbe DNK. Njeni podatki so po Cricku leta 1953 služili postavitvi Crickove in Watsonove domneve o zgradbi DNK. Njene slike s pomočjo rentgenskega uklona, ki so potrdile dvojnovijačno zgradbo DNK, je brez njene vednosti Watsonu pokazal Wilkins. Čeprav so slike in točna razlaga podatkov preskrbele dragocen vpogled v zgradbo DNK, njene znanstvene doprinose k odkritju dvojne vijačnice pogosto spregledajo.  
Neobjavljeni osnutki njenih člankov, napisani ravno, ko je odhajala z londonskega Kraljevega kolidža, kažejo, da je neodvisno določila celotno B-formo vijačnice DNK in lego fosfatnih skupin na obodu strukture. Še več, njeno poročilo je prepričalo Cricka in Watsona, da morajo biti opore na zunanjem robu, kar je bilo pomembno, ker so pred tem Crick in Watson, ter neodvisno Pauling izdelali modele z verigami znotraj in bazami, ki so bile usmerjene navzven. Njeno delo je bilo objavljeno tretje v nizu treh člankov o DNK v reviji Nature, predhodna članka Watsona in Cricka pa sta le bežno omenila njen doprinos k njuni domnevi. 
Po zaključku dela o DNK je raziskovala virus tobačnega mozaika (TMV) in poliovirus. Umrla je leta 1958 v starosti 37 let zaradi posledic raka jajčnikov.
Franklinova je sodelovala s slovenskim kemikom Dušanom Hadžijem in v 1950. letih obiskala tudi Slovenijo, kjer je v Ljubljani predavala o premogu in obiskala Julijske Alpe (Triglav in Bled). Na njeni najbolj znani planinski fotografiji, domnevno iz maja 1952, je videti obraz Ajdovske deklice. Sodelovala je tudi s hrvaško fizičarko Katarino Kranjc. Predavala je tudi v Zagrebu in Beogradu ter obiskala Dalmacijo.